# Straight Between the Eyes
Straight Between the Eyes (с англ. — «Прямо между глаз»)  — шестой студийный альбом британо-американской группы Rainbow, вышедший в 1982 году. В 1999 году альбом официально выпущен на CD.

## Об альбоме
Straight Between the Eyes, записанный в Канаде, в Le Studio в Morin-Heights, Квебек, достиг 30-й позиции в чарте альбомов США, где провёл 23 недели. В британском чарте альбом поднялся до 5-й позиции и провёл в нём 13 недель. Диск был записан с клавишником Дэвидом Розенталем, заменившим Дона Эйри, продюсером выступил Роджер Гловер.
Открывающая альбом песня «Death Alley Driver», по мнению обозревателя портала  Ultimate Guitar, возможно, самая хард-роковая композиция всей эры Джо Линн Тёрнера. Трек начинается рёвом мотоциклетного мотора, средняя часть песни содержит выдающееся соло, в котором Блэкмор играет классический фрагмент, а затем выпускник Беркли Дэвид Розенталь демонстрирует свои способности на клавишных. 
Ведущий сингл с альбома «Stone Cold» достиг 34-го места в британском чарте синглов и 40-го места в Billboard Hot 100. Этот сингл стал крупным рок-радио-хитом, поднявшись на 1-е место в чарте Mainstream Rock. Источником вдохновения для песни стали слова Роджера Гровера после развода с его женой —  «She left me stone cold». У группы уже был инструментальный скелет песни, который мог работать для создания текста вокруг этой темы. «Я слышал историю о том, что произошло», — сказал Джо Линн Тёрнер в книге «Другая сторона радуги». «Это был обычный бракоразводный процесс, и я вернулся в свою комнату и написал лирику». 
На песни «Death Alley Driver» и «Stone Cold» были сняты видеоклипы для трансляции на MTV, однако впоследствии первый клип был запрещён к показу из-за демонстрации сцены, где музыканты выступают на кладбище.
Последнюю композицию альбома, «Eyes of Fire», музыкальный критик Мартин Попофф считает вполне достойной соответствовать критериям «Gates of Babylon». Попофф также отмечает необычное вступление к песне с обратным затуханием и плавный переход к куплетам, где Тёрнер «пытается звучать пугающе». В самом конце песни критик выделяет «безумное количество соло и, по сути, бессмысленное создание шума Ричи на фоне неизменных почти фламенко-ритмов барабанщика Бобби Рондинелли и басиста Роджера Гловера».

## Концертный тур
Тур в поддержку альбома был в значительной степени ориентирован на американский рынок, который Блэкмор так сильно хотел завоевать. После тура по США группа отправилась в Японию на несколько концертов, а затем начала европейский тур. По странной причине тур "Straight Between the Eyes" так и не добрался до Великобритании.
Шоу группы в Сан-Антонио (США) 18 августа 1982 года было снято на видео и  выпущено с названием «Live Between the Eyes». Центральная часть сцены во время концертов Rainbow была оформлена двумя гигантскими налитыми кровью глазами, имитирующими обложку альбома Straight Between the Eyes с огромными прожекторами, светящими из каждого зрачка.

## Критика и признание
Как считает Мартин Попофф в своём обзоре для Goldmine Magazine, второй из трёх альбомов Rainbow эпохи Джо Линн Тёрнера можно назвать самым насыщенным и зажигательным. Роджер Гловер обеспечил группе высококачественный и полноценный продакшн, а сами музыканты представили песни, не сильно отличающиеся от среднего уровня Difficult to Cure. Среди них Попофф выделил «Death Alley Driver», «Stone Cold» и «Eyes of Fire».
Журнал Classic Rock сдержанно отозвался об альбоме Straight Between the Eyes, отметив, что в нём есть одна действительно хорошая песня — сингл «Stone Cold» (вошедший в топ-40 по обе стороны Атлантики), — но всё остальное говорит о том, что группе не хватало свежих идей. «В номере „Bring On The Night (Dream Chaser)“ используется фрагмент припева из „Gates Of Babylon“; в „Tite Squeeze“ переработан рифф из другого трека с раннего альбома Rainbow, „The Shed (Subtle)“; песня „Tearing Out My Heart“ звучит как новая версия „Mistreated“ группы Deep Purple; а „Eyes Of Fire“ даёт серьёзный сбой, украв немного всего, что Rainbow когда-либо делали, но упустив из виду мастерство исполнения”, — пишет обозреватель журнала.
Говард Джонсон из журнала Kerrang! считает, что Straight Between the Eyes сделан и предназначен для Америки. Журналист отметил, что структура таких номеров, как «Power» (в которой «Джо Линн Тёрнер блистает, полностью подражая Лу Грэмму из Foreigner») и «MISS Mistreated», основана скорее на мелодии, чем на риффах, а игра Блэкмора и объёмные клавишные нового участника Дэвида Розенталя настолько пропитаны традиционным звучанием Rainbow, что британское звучание всё ещё ощущается. Только один трек группы, «Tite Squeeze», — это, по мнению Джонсона, тот самый трек, который никуда не ведёт и не делает ничего.
В 2022 году журнал Guitar World включил Straight Between the Eyes в список «25 лучших гитарных рок-альбомов 1982 года».

## Список композиций
Авторы песен Джо Линн Тёрнер, Ричи Блэкмор и Роджер Гловер кроме отмеченных.
1. «Death Alley Driver» (Тёрнер, Блэкмор) — 4:45
2. «Stone Cold» — 5:19
3. «Bring on the Night (Dream Chaser)» — 4:08
4. «Tite Squeeze» — 3:16
5. «Tearin' Out My Heart» — 4:06
6. «Power» — 4:27
7. «MISS Mistreated» (Тёрнер, Блэкмор, Розенталь) — 4:30
8. «Rock Fever» (Тёрнер, Блэкмор) — 3:52
9. «Eyes of Fire» (Тёрнер, Блэкмор, Рондинелли) — 6:36

## Участники записи
- Джо Линн Тёрнер — вокал
- Ричи Блэкмор — гитара
- Дэвид Розенталь — клавишные
- Роджер Гловер — бас-гитара
- Бобби Рондинелли — ударные

## Синглы
- 1982 — «Stone Cold/Rock Fever»
- 1982 — «Death Alley Driver/Power» (Япония)